# Tenedos infrarmatus
Tenedos infrarmatus là một loài nhện trong họ Zodariidae.
Loài này thuộc chi Tenedos. Tenedos infrarmatus được Rudy Jocqué & Léon Baert miêu tả năm 2002.